# Droizy
Droizy es una comuna francesa, situada en el departamento de Aisne, de la región de Alta Francia.

## Geografía
Droizy está situada a 12 km al sureste de Soissons.

## Demografía
| 104 | 85 | 87 | 66 | 66 | 79 | 78 | 73 |
| Para los censos de 1962 a 1999 la población legal corresponde a la población sin duplicidades (Fuente: INSEE [Consultar]) |    |    |    |    |    |    |    |